# ハルコちゃん
『ハルコちゃん』は、矢崎武子による日本の4コマ漫画作品。読売新聞夕刊に連載された。
1962年（昭和37年）1月4日から、同年3月19日まで連載された。作者病気休載のため中断し、そのまま連載が打ち切られたため、未完。全75回。

## 内容
主人公の少女ハルコちゃんと、その家庭を中心に描いたホームドラマ。

## 登場人物
ハルコちゃん
7歳の女の子。明るく、心優しい性格。
父親
中年男性。サラリーマン。
母親
中年女性。専業主婦。

## 備考
前作『ミーコちゃん』（1952年（昭和27年）6月1日 - 1961年（昭和36年）12月29日）から続く、女の子が主人公のホームドラマで、8年も続いた前作の後継作と目されたが、作者が病に倒れ、短期間で連載が打ち切られた。以降、次作『今日も一日』が独身男性を主役に据えた大人向けの異色作、その次の『サンワリ君』もサラリーマン漫画、現在連載されている『オフィス ケン太』は犬を主人公にした漫画となっており、読売夕刊での4コマのホームドラマは事実上本作で途絶えた事になる。